# 아포섬

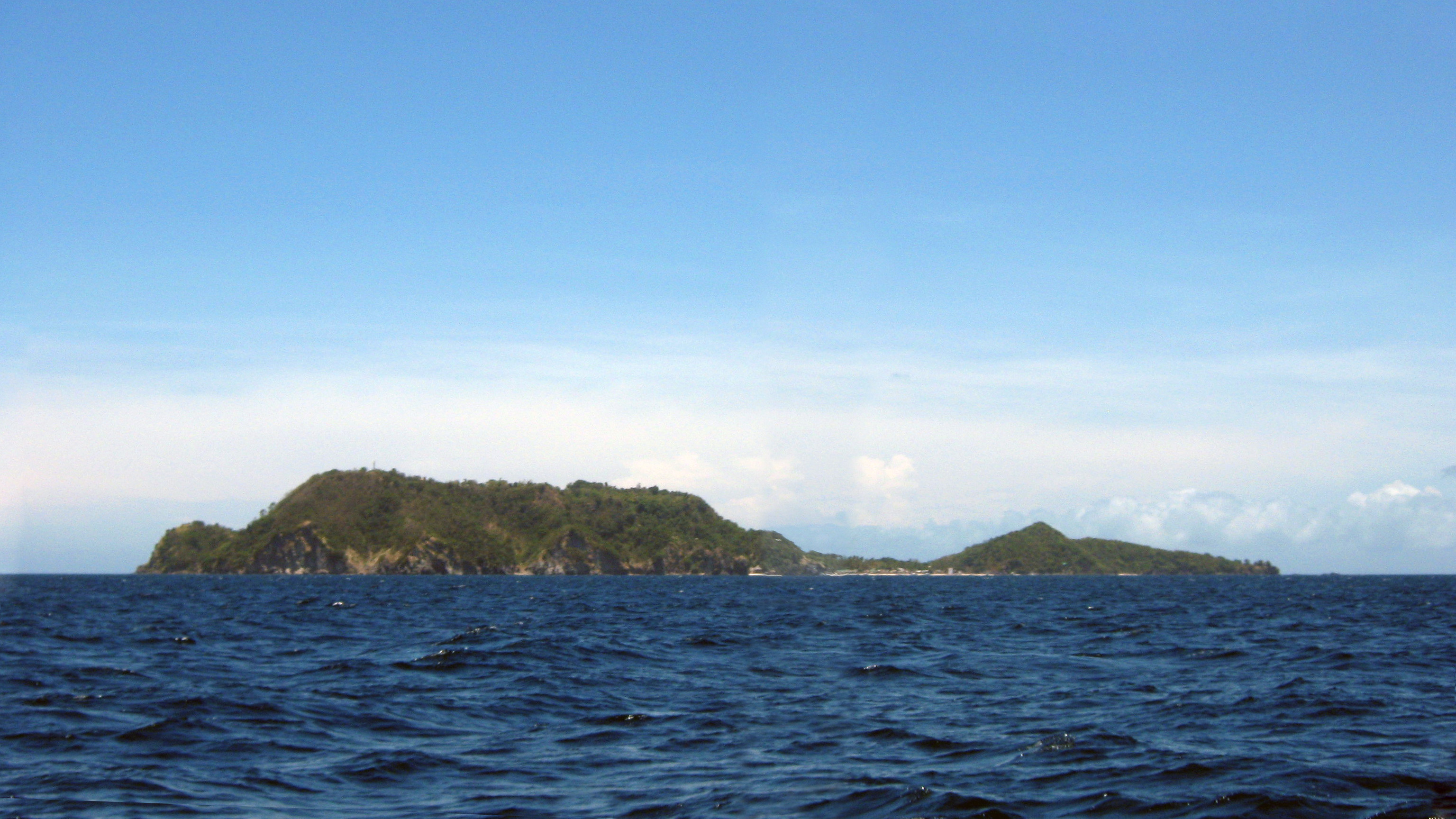

아포섬은 네그로스섬의 북동쪽 끝에서 7km 떨어져 있고, 네그로스 오리엔탈의 수도인 두마게티에서 30km 떨어져 있는 74헥타르의 화산섬이다. "Apo"라는 이름은 "손자"라는 필리핀 단어에서 파생되었다.

## 개요
- 면적: 0.74 km2 (0.29 sq mi)
- 인구 (2010): 918
- 인구밀도: 1,000/km2 (2,600/sq mi)

섬 주변의 해양 서식지는 국립 보호구 법 (National Integrated Protected Area Act, NIPA)과 보호 지역 관리위원회 (PAMB) 관할의 해양 보호 지역이다. 이 지역은 인기있는 다이빙 사이트와 관광객들과 스노클링 목적지가 되었다. 아포섬에는 각각 Apo Island Beach Resort와 Liberty 's Lodge라는 2 개의 다이빙 리조트가 있다. 가드하우스와 등대도 있다.
이 섬은 네그로스 오리엔탈의 다우인 시 관할하에 있으며, 시 소유의 23 개 바랑가이 중 하나이다. 2010년 인구 조사에 따르면 섬의 인구는 918 명이다.

## 지리와 기후
아포 섬은 네그로스 섬의 남동쪽 끝에 위치하며, 잠보앙귀타(Zamboanguita) 마을에서 7km, 네그로스 오리엔탈의 수도인 두마게티에서 남쪽으로 25km 떨어진 곳에 있다. 북쪽에서 남쪽으로 약 1.5 km (0.9 mi), 동에서 서쪽으로 약 1 km (0.6 mi) 너비의 이 섬은 면적이 약 74 헥타르이며 최대 해발 120 미터 (390 피트) 높이에 이른다.
이 곳은 네그로스 오리엔탈, 잠보안귀타, 말라타파이 마을에서 스피드 보트로 30분 거리에 있다.

## 해양 보호 구역 및 관광
아포섬은 공동체가 만든 해양 보호 구역이었으며, 세계 과학 공동체가 이 지역에 대해서 잘 문서화시켰다. 이 프로젝트는 실리만 대학교 해양 실험실의 해양과학자인 앵겔 알칼라 박사가 이 지역에 해양 보호구역을 만드는 것의 중요성을 지역어부들에게 알리면서 시작되었다. 처음에는 지역 주민들이 주저했지만 3년 간의 대화 끝에 알 칼라 (Alcala) 박사는 섬 공동체가 보호구역을 만들도록 설득했다. 1982년 SU 해양 연구소의 직원의 도움을 받아 현지 어민들은 해안선 450m 지점을 선택하고 해안에서 500m 지점으로 확장하여 보호구역을 만들었다. 그 후 이 섬에서 시작된 이 프로젝트로 인해 필리핀에 수 백 개의 다른 해양 보호 구역이 만들어지게 되었다.
현재 이 섬에는 650 종 이상의 물고기가 서식하며 400 종 이상의 산호가 있다고 추정된다. 필리핀에서 발견되는 450 종의 산호초 중 대부분은 이곳에서 발견되며, 그 종류는 작은 거품 산호에서 거대한 고르곤 바다 팬과 뇌 산호까지에 이른다. 방문객과 관광객은 아포 섬에 입항하고 해양 보호 구역에서 스노클링 또는 다이빙을 하기 위해서 요금을 지불한다. 이 입장료는 보호구역을 깨끗하고 양호한 상태로 유지하는데 사용된다.
2003년 미국 시카고의 쉐드 수족관 (Shedd Aquarium)에서는 아포섬의 암초 및 해양 보호 구역을 주제로 야생 암초 (Wild Reef) 전시회를 열었다. 2008년 스포츠 다이버 매거진(Sport Diver Magazine)은 아포섬을 세계 100대 다이빙지 중의 하나로 선정했다.
남동부의 물고기 보호 구역은 2014년부터 2017년까지 일시적으로 폐쇄되었는데, 그 이유는 얕은 산호초를 파괴한 태풍 하이옌 때문이었다. 이 해변은 실제로 대양을 마주보고 있어 스노클링을 금지하고 있으며 현재 어선을 정박하는 목적으로만 사용된다. 섬은 어장이 아니지만 현지 주민들만이 물고기를 잡을 수 있다. 현지인들은 물고기를 잡을 수 있기 때문에 그물, 함정 및 작살을 찾을 수 있다. 이 섬이 가진 장점은 실제로 섬에 거주하는 다이빙 시설 (탱크와 압축기 포함)과 등록된 개체 수 60마리가 넘는 바다 거북이와 놀라울 정도로 다양한 종류의 연산호와 경산호이다. 섬의 북부에는 조류가 많아 플랑크톤이 많은 계절(12월~3월)에도 이례적으로 시야가 좋으며, 코코넛 포인트에서 잭피쉬 떼, 바라쿠다 떼, 농어(Grouper)를 볼 수 있다.